# Orfalu, Vas
Orfalu (în slovenă Andovci) este un sat în districtul Szentgotthárd, județul Vas, Ungaria, având o populație de 68 de locuitori (2011).

## Demografie
Componența etnică a satului Orfalu
     Maghiari (62,07%)
     Sloveni (33,33%)
     Slovaci (4,6%)
Componența confesională a satului Orfalu
     Romano-catolici (52,94%)
     Necunoscută (47,06%)
Conform recensământului din 2011, satul Orfalu avea 68 de locuitori. Din punct de vedere etnic, majoritatea locuitorilor (62,07%) erau maghiari, existând și minorități de sloveni (33,33%) și slovaci (4,6%).  Din punct de vedere confesional, majoritatea locuitorilor (52,94%) erau romano-catolici. Pentru 47,06% din locuitori nu este cunoscută apartenența confesională.